# Гараш, Дежё
Дежё Га́раш (венг. Garas Dezső, настоящая фамилия Дежё Грос венг. Grósz Dezső; 9 декабря 1934, Будапешт, Венгрия — 30 декабря 2011, там же) — венгерский актёр театра, кино и телевидения, кинорежиссёр и сценарист.

## Биография
В кино с 1954 года («Лилиомфи»). В 1957 году окончил Высшую школу театра и кино. Работал в театрах Будапешта, с 1977 года — на киностудии «Мафильм». Мастер актёрской миниатюры. Известность принесли роли, сыгранные в фильмах режиссёров: Тамаша Реньи, Дьёрдя Ревеса, Пала Шандора и других.

## Избранная фильмография

### Актёр
- 1954 —  / Liliomfi — Шнапс младший
- 1956 —  / Az eltüsszentett birodalom
- 1956 — Сказка о 12 очках / Mese a 12 találatról — A Lokomotív kapusa
- 1957 — Приключение в Герольштейне / Gerolsteini kaland — Ágens
- 1958 — Птица небесная / Égi madár
- 1958 — Железный цветок / Vasvirág
- 1958 — Облава / Razzia
- 1958 — Контрабандисты / Csempészek — Кочмарош
- 1959 —  / Kard és kocka
- 1959 — Боганч / Bogáncs — Vendég a kocsmában
- 1959 — Любовь в четверг / Szerelem csütörtök — Гергё
- 1959 — Пешком в рай / Gyalog a mennyországba
- 1959 — Подходящий человек / A megfelelö ember
- 1959 — Сорванец / Kölyök — Енё
- 1960 —  / Két emelet boldogság — Ференц Альберт
- 1961 — Фонарь подмастерья пекаря / A pékinas lámpása — Írnok (ТВ)
- 1962 — Апрельская тревога / Áprilisi riadó
- 1962 — Рассказы в поезде / Legenda a vonaton — Gál fõmérnök
- 1963 — Египетская история / Egyiptomi történet — Лайош
- 1963 — Голый дипломат / Meztelen diplomata — Шовань
- 1963 — Женщина в посёлке / Asszony a telepen
- 1963 — Два тайма в аду / Két félidö a pokolban — Штайнер
- 1963 — Как дела, молодой человек? / Hogy állunk, fiatalember? — Szomszéd
- 1963 —  / A szélhámosnö — Hivatalnok II
- 1964 — Почему плохи венгерские фильмы? / Miért rosszak a magyar filmek? — оператор
- 1964 — Золотая голова / The Golden Head
- 1964 — Жаль бензина / Kár a benzinért — Залаи
- 1964 — Завещание миллионера / Másfél millió — Сельхамош
- 1965 — Невесты-вдовы / Özvegy menyasszonyok — Йожеф Кормош
- 1965 — Все невиновны? / Mindenki ártatlan?
- 1965 — Нет / Nem — Рендезё
- 1966 — Лиха беда начало / Minden kezdet nehéz
- 1966 — Много верности из ничего / Sok hüség semmiért — Дьюлуш
- 1966 — Непрекрасная леди / Un Fair Lady — Жига Жупп (ТВ)
- 1966 — Здесь был король Матьяш / Itt járt Mátyás király — Пал Рошто
- 1967 — Ягуар / Jaguár — Зигфрид Чонтош
- 1967 —  / Az OP-ART kalap — Lajos, a võlegény (ТВ)
- 1968 — Опрометчивый брак / Elsietett házasság — Piroska néni
- 1968 —  / Mi lesz veled Eszterke?
- 1969 — Говорящий кафтан / A beszélö köntös — Тёрёк
- 1969 — Милашки / Bübájosok — Перец
- 1969 —  / 7 kérdés a szerelemröl (és 3 alkérdés) (ТВ)
- 1969 — Кребс всемогущий / Krebsz, az isten — Гедеи
- 1970 — Безумная ночь / Egy örült éjszaka — Йожи
- 1970 — Подозреваются все / A gyilkos a házban van — Gál fõhadnagy
- 1970 —  / Házassági évforduló (ТВ)
- 1970 — Ревизор / A revizor — Иван Кузмич, почтмейстер (ТВ)
- 1971 — Надежда / Reménykedök — Эрвин Радо
- 1971 — Великолепная семья /
- 1971 — Эгей, Кроха! / Hahó, Öcsi! — Írnok
- 1972 — Расследование поручено мне / Hekus lettem — Spirmayer órás
- 1972 — Романтика / Romantika — Csepela Ferkó
- 1972 — Похищение по-венгерски / Emberrablás magyar módra — Józsi, munkás
- 1972 — Отечественные истории / Hazai történetek (ТВ)
- 1973 — Увидеть Неаполь и... / Nápolyt látni és... — Gesztenyesütõ
- 1973 — Футбол давних времён / Régi idök focija — Minarik Ede, mosodás
- 1973 — Конец пути / Végül — Kalapos férfi a vonaton
- 1974 — Якоб-лжец / Jakob, der Lügner — Frankfurter
- 1974 —  / Ügyes ügyek (ТВ)
- 1974 —  / Autó — Бата
- 1975 — Не тронь мою бороду! / Ereszd el a szakállamat! — Dr. Piski, nyomozó
- 1975 — Легенда о заячьем паприкаше / Legenda a nyúlpaprikásról — Mezõõr
- 1975 — Воспоминание о Геркулесовых водах / Herkulesfürdöi emlék — Reményi / Glück úr / Fényképész (в советском прокате «Воспоминание о курорте»)
- 1975 —  / Finish: Avagy Álmom az életem túlélte — Берштейн, антиквар (ТВ)
- 1975 — Учёные женщины / Tudós nök — Vadius (ТВ)
- 1975 —  / A peleskei nótárius — Páter Mörder Jonatán (ТВ)
- 1976 — Призрак из Люблина / Kísértet Lublón — Strang felügyelõ (в советском прокате «Золотые дукаты призрака»)
- 1976 — Оптимистическая трагедия / Optimista tragédia (ТВ)
- 1977 — Счастье / Boldogság (ТВ)
- 1977 — Несколько счастливых лет моего отца / Apám néhány boldog éve — доктор Мартин
- 1978 — Антон-волшебник / Anton der Zauberer — Иштван (ГДР)
- 1978 — Таблица умножения / Egyszeregy — Петер / Пал
- 1978 — Избави нас от лукавого / Szabadíts meg a gonosztól — Svéd Feri
- 1978 —  / A fürdöigazgató — Pap Gedeon, fürdõigazgató (ТВ)
- 1978 — Абигель / Abigél — король (мини-сериал)
- 1979 — Это только сказка / Mese habbal — Felvinczy Rezsõ úr
- 1980 — Живым или мёртвым / Élve vagy halva — Stern, boltos
- 1980 — Нарцисс и Психея / Nárcisz és Psyché — барон Цедлиц, озвучивание
- 1980 — Актёришки / Ripacsok — Эде Шток
- 1980 —  / Két pisztolylövés — Magos õrnagy (мини-сериал)
- 1981 — Талисман / Kabala — отец
- 1982 — Дурной глаз /
- 1982 — Герника / Guernica — Йожи Фишер
- 1983 — Потерянные иллюзии / Elveszett illúziók
- 1983 — Автомобильные истории / Automärchen — бухгалтер Пиль
- 1983 — Игра в облаках / Felhöjáték — Густав Бюхлер, озвучивание
- 1983 — Господи! / Uramisten — Вираг Больди
- 1984 — Бешеная собака / Veszett kutyák (к/м)
- 1985 — Счастливчик Даниель / Szerencsés Dániel — отец Марианны
- 1985 — Это только кино / Csak egy mozi
- 1985 —  / Az eltüsszentett birodalom — герцог Буркуш (ТВ)
- 1986 — Мадемуазель де Скюдери / Az ördög talizmánja (ТВ)
- 1986 — Вальс на банановой кожуре / Banánhéjkeringö — Лайош Рекса
- 1986 — Первые двести лет моей жизни / Elsö kétszáz évem — Бакстер
- 1987 — 1999 — Соседи / Szomszédok — мистер Даниель (сериал)
- 1987 — Коклюш / Szamárköhögés — Feri, az apa
- 1987 — Последняя рукопись / Az utolsó kézirat — Relli bácsi alias Márk Aurél, озвучивание
- 1987 — Мисс Аризона / Miss Arizona — Пал
- 1989 — Пока летит летучая мышь / Mielött befejezi röptét a denevér — Zenetanár
- 1989 — Незнакомый знакомец / Ismeretlen ismerös — отец
- 1989 —  / A legényanya — Béla, Józsi apja
- 1989 — Лишь на потеху / A hecc — Stokker, tornatanár
- 1989 —  / Hagyjátok Robinsont! — Даниель Дефо
- 1990 — Дочь тьмы / Daughter of Darkness — Max (ТВ)
- 1990 — Шторм и печаль / Storm and Sorrow — Ijon Gripenriter (ТВ)
- 1990 — Бог пятится назад / Isten hátrafelé megy
- 1991 — Когда звезды были красными / Ked hviezdy boli cervené — граф Сентирмаи
- 1991 — Три сестры / A három növér — Чебутыкин Иван Романович, военный доктор (ТВ)
- 1991 — Скорпион ест Близнецов на завтрак / A skorpió megeszi az ikreket reggelire — Дежё
- 1992 — Амнезия / Amnesia
- 1992 — Возгласы / Hoppá — Эде
- 1992 — Длинная тень / The Long Shadow — театральный режиссёр
- 1994 —  / Így írtok ti (ТВ)
- 1995 — Брат из Бруклина / A Brooklyni testvér — Gottesmann Ernõ
- 1996 — Ребята, давайте любить друг друга! / Szeressük egymást, gyerekek! — отец (эпизод «Огонь, огонь» / Egavaros, egahazis)
- 1999 —  / Istennél a kegyelem (ТВ)
- 2002 — Перласка. Итальянский герой / Perlasca: Un eroe italiano — равин (ТВ)
- 2002 — Человек-мост / A hídember — Felsenthal
- 2002 — Хорошие люди / Chacho Rom — Блум
- 2002 — Вперёд! / Elöre! — Uncle Szabó, The Janitor
- 2002 — Наш день / Az a nap a mienk
- 2003 — Неделя в Пеште и Буде / Egy hét Pesten és Budán — Пал Пожар
- 2003 — Из Европы в Европу / Európából Európába — Эде Минарик (к/м)
- 2004 — Тщательно оберегаемые секреты / Mélyen örzött titkok — доктор Мартон
- 2005 — Ниже голову! / Le a fejjel! — Nostradamus, a fõpap
- 2005 — Винни-Пух / Micimackó — Тигра (ТВ)
- 2007 — Ноев ковчег / Noé bárkája — Эде Шток
- 2007 — Обломок / Töredék — озвучивание

### Режиссёр
- 1989 —  / A legényanya

### Сценарист
- 1989 —  / A legényanya

## Награды
- 1963 — Премия имени Мари Ясаи
- 1965 — Премия имени Мари Ясаи
- 1978 — Заслуженный артист ВНР
- 1983 — Народный артист ВНР
- 1988 — Премия Кошута
- Почётный гражданин Будапешта